# Gare de Faux
La gare de Faux est une gare ferroviaire belge de la ligne 140, d'Ottignies à Marcinelle (Charleroi), située à Faux section de la commune de Court-Saint-Étienne, dans la Province du Brabant wallon en Région wallonne.
C'est une halte voyageurs de la Société nationale des chemins de fer belges (SNCB) desservie par des trains du réseau suburbain de Charleroi (ligne S61).

## Situation ferroviaire
La gare de Faux est située au point kilométrique (PK) 7,30 de la ligne 140, d'Ottignies à Marcinelle (Charleroi), entre les gares de Court-Saint-Étienne et de La Roche.

## Histoire
L’Administration des chemins de fer de l’État belge met en service « L'arrêt de Faux » le 1er août 1901. Il s’agit à l’origine d’un simple point d’arrêt dépendant de la gare de La Roche.
En 1909, ce point d’arrêt devient une halte à part entière ; un bâtiment de plan type 1893, doté d'un guichet et d'installations pour le déchargement des colis et marchandises, est bâti à cette époque.
Faux est redevenue un point d’arrêt sans personnel en 1964. Le bâtiment de la gare a depuis été démoli.

## Service des voyageurs

### Accueil
Halte SNCB, c'est un point d'arrêt non géré (PANG) à accès libre. Elle est équipée d'un automate pour l'achat de titres de transport.

### Desserte
Faux est desservie par des trains Suburbains (S61) et Touristiques (ICT) de la SNCB qui effectuent des missions sur la ligne 140 (Charleroi-Central - Ottignies).
La desserte est constituée de trains S61 reliant toutes les heures Jambes à Wavre via Namur, Charleroi-Central et Ottignies, renforcés en semaine par trois trains S61 supplémentaires de Charleroi-Central à Ottignies, le matin, qui effectuent le trajet inverse en fin d’après-midi.

### Intermodalité
Un parking pour véhicules y est aménagé.

## Comptage voyageurs
Le graphique et le tableau montrent le nombre de passagers qui en moyenne embarquent durant la semaine, le samedi et le dimanche.
| Nombre de voyageurs qui embarquent à la gare de Faux | Nombre de voyageurs qui embarquent à la gare de Faux | Nombre de voyageurs qui embarquent à la gare de Faux | Nombre de voyageurs qui embarquent à la gare de Faux |
|                                                      | Semaine                                              | Samedi                                               | Dimanche                                             |
| ---------------------------------------------------- | ---------------------------------------------------- | ---------------------------------------------------- | ---------------------------------------------------- |
| 1977                                                 | 130                                                  | 17                                                   | 8                                                    |
| 1978                                                 | 130                                                  | 13                                                   | 9                                                    |
| 1979                                                 | 108                                                  | 22                                                   | 13                                                   |
| 1980                                                 | 118                                                  | 14                                                   | 7                                                    |
| 1981                                                 | 132                                                  | 23                                                   | 21                                                   |
| 1982                                                 | 166                                                  | 13                                                   | 13                                                   |
| 1983                                                 | 89                                                   | 7                                                    | 9                                                    |
| 1984                                                 | 90                                                   | 20                                                   | 12                                                   |
| 1985                                                 | 87                                                   | 21                                                   | 11                                                   |
| 1986                                                 | 95                                                   | 25                                                   | 30                                                   |
| 1987                                                 | 78                                                   | 22                                                   | 15                                                   |
| 1988                                                 | 117                                                  | 20                                                   | 17                                                   |
| 1989                                                 | 115                                                  | 15                                                   | 19                                                   |
| 1990                                                 | 92                                                   | 17                                                   | 19                                                   |
| 1991                                                 | 105                                                  | 28                                                   | 17                                                   |
| 1992                                                 | 138                                                  | 19                                                   | 18                                                   |
| 1993                                                 | 157                                                  | 19                                                   | 9                                                    |
| 1994                                                 | 162                                                  | 17                                                   | 37                                                   |
| 1995                                                 | 143                                                  | 31                                                   | 15                                                   |
| 1996                                                 | 122                                                  | 28                                                   | 29                                                   |
| 1997                                                 | 133                                                  | 27                                                   | 16                                                   |
| 1998                                                 | 131                                                  | 14                                                   | 9                                                    |
| 1999                                                 | 116                                                  | 14                                                   | 9                                                    |
| 2000                                                 | 112                                                  | 23                                                   | 14                                                   |
| 2001                                                 | 124                                                  | 30                                                   | 13                                                   |
| 2002                                                 | 112                                                  | 19                                                   | 12                                                   |
| 2003                                                 | 117                                                  | 20                                                   | 17                                                   |
| 2004                                                 | 104                                                  | 16                                                   | 10                                                   |
| 2005                                                 | 126                                                  | 22                                                   | 24                                                   |
| 2006                                                 | 135                                                  | 14                                                   | 14                                                   |
| 2007                                                 | 124                                                  | 21                                                   | 10                                                   |
| 2008                                                 | -                                                    | -                                                    | -                                                    |
| 2009                                                 | 144                                                  | 20                                                   | 12                                                   |
| 2010                                                 | -                                                    | -                                                    | -                                                    |
| 2011                                                 | -                                                    | -                                                    | -                                                    |
| 2012                                                 | 162                                                  | 32                                                   | 22                                                   |
| 2013                                                 | 181                                                  | 22                                                   | 17                                                   |
| 2014                                                 | 122                                                  | 20                                                   | 14                                                   |
| 2015                                                 | 155                                                  | 30                                                   | 25                                                   |
| 2016                                                 | 127                                                  | 28                                                   | 23                                                   |
| 2017                                                 | 141                                                  | 20                                                   | 15                                                   |
| 2018                                                 | 156                                                  | 25                                                   | 23                                                   |
| 2019                                                 | 153                                                  | 23                                                   | 20                                                   |
| 2020                                                 | 86                                                   | 25                                                   | 17                                                   |
| 2021                                                 | -                                                    | -                                                    | -                                                    |
| 2022                                                 | 148                                                  | 35                                                   | 38                                                   |
| 2023                                                 | 150                                                  | 33                                                   | 30                                                   |
| 2024                                                 | 166                                                  | 28                                                   | 36                                                   |